# Haim
Haim es una banda de rock estadounidense formada  en 2007 en el Valle de San Fernando, Los Ángeles, California. Su primer concierto fue el 7 de julio de 2007, pero hasta 2012 no comenzaron a publicar sus propias composiciones.
La banda está formada por las hermanas Haim: Este (14 de marzo de 1986), Danielle (16 de febrero de 1989) y Alana (15 de diciembre de 1991), acompañadas por el baterista Dash Hutton quien, anteriormente, fue miembro de bandas oriundas de Los Ángeles como Wires on Fire y Slang Chicken. Habitualmente son comparadas con Fleetwood Mac.

## Carrera

### 2005 - 2010: Comienzo y formación

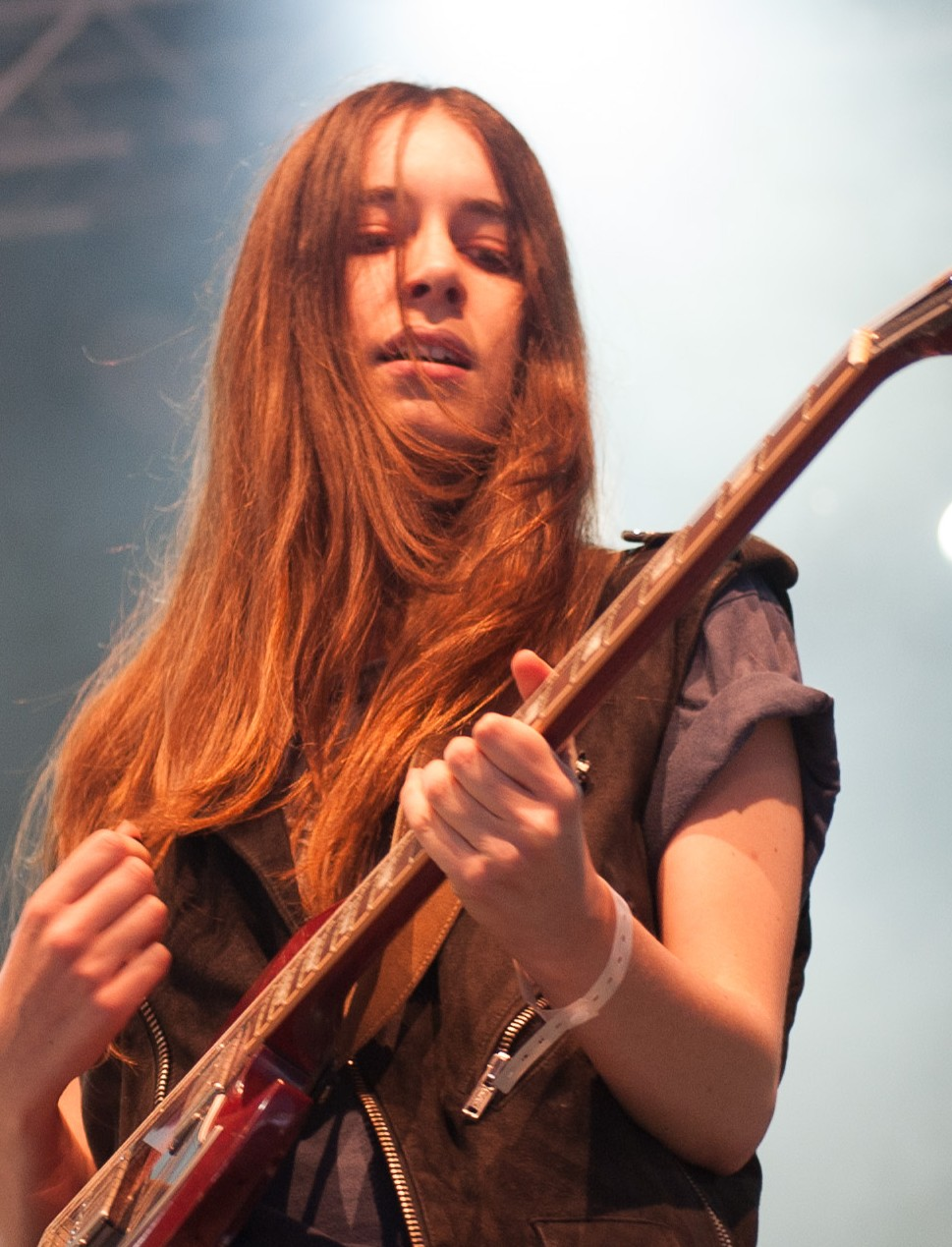
Danielle Haim en el Festival Way Out West en Gotemburgo, Suecia, agosto de 2013.

Las tres hermanas crecieron en el Valle de San Fernando, Los Ángeles, escuchando rock clásico de los años 70. Mientras aún seguían en la escuela, formaron un grupo con sus padres llamado Rockinhaim, con su padre Mordechai en la batería y su madre Donna en la guitarra, para hacer versiones en ferias de caridad. Danielle y Este fueron miembros de The Valli Girls, una banda all-girl (en castellano: 'todo chicas') inspirada por Pat Benatar, Blondie, Gwen Stefani, The Pretenders (y Queen, del sur de California) que firmó con Columbia Records / Sony Records y participó en la banda sonora original de la película adolescente de 2005 The Sisterhood of the Traveling Pants. Su canción Valli Nation de SoCal teen prodigies aparece en la banda sonora de los Nickelodeon Kids' Choice Awards de 2005, junto con grandes estrellas pop como Avril Lavigne, Alicia Keys, Simple Plan y Good Charlotte.
A medida que fueron creciendo, las hermanas se fueron interesando más en incorporar pop y R&B contemporáneo en su música. En 2006 decidieron formar su propia banda. Cinco años después, Haim actuó a escala local, ya que las tres hermanas estaban ocupadas con otros proyectos. 
Este estaba estudiando en UCLA y se graduó en 2010 con un título en Etnomusicología, el cual completó en solo dos años en vez de cinco, especializándose en música búlgara y brasileña. Después de haberse graduado de la escuela secundaria, le pidió a Danielle que tocara la batería para uno de los actos de apertura de una gira de Jenny Lewis, lo que condujo a Lewis a ofrecerle a Danielle que fuera su guitarrista en su siguiente tour. El vocalista de The Strokes, Julian Casablancas, fue a ver uno de los conciertos de Lewis y también le ofreció a Danielle que formará parte de su gira en solitario. Ella también participó en Scarlet Fever, la banda de coro de Cee-Lo Green. Después de que Danielle tocara con estos artistas y de la graduación de Este, las hermanas decidieron que querían seguir su carrera como Haim. La menor de ellas, Alana, pasó un año en la universidad para después unirse a sus hermanas.
Las tres hermanas son multinstrumentistas: Este puede tocar bajo y guitarra, Danielle domina la  guitarra y la batería, y Alana la guitarra, los teclados y la percusión. En grabaciones y en vivo, Este toca el bajo, Danielle toca la guitarra líder y es la vocalista principal, y Alana toca la guitarra rítmica, el teclado y la percusión.

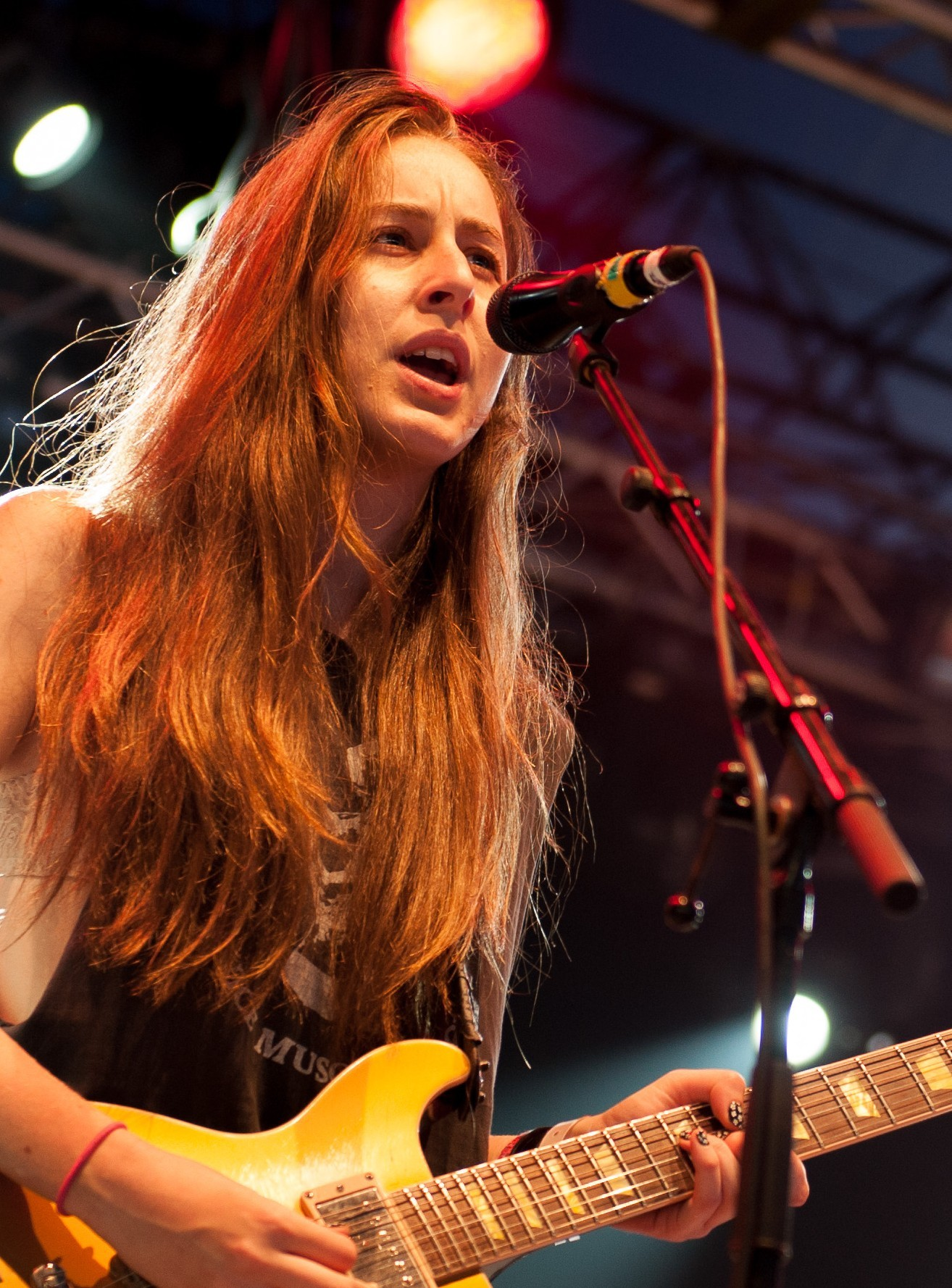
Alana Haim en el festival Way Out West 2013 en Gotemburgo, Suecia.

### 2012–presente: Estrellato y contrato discográfico

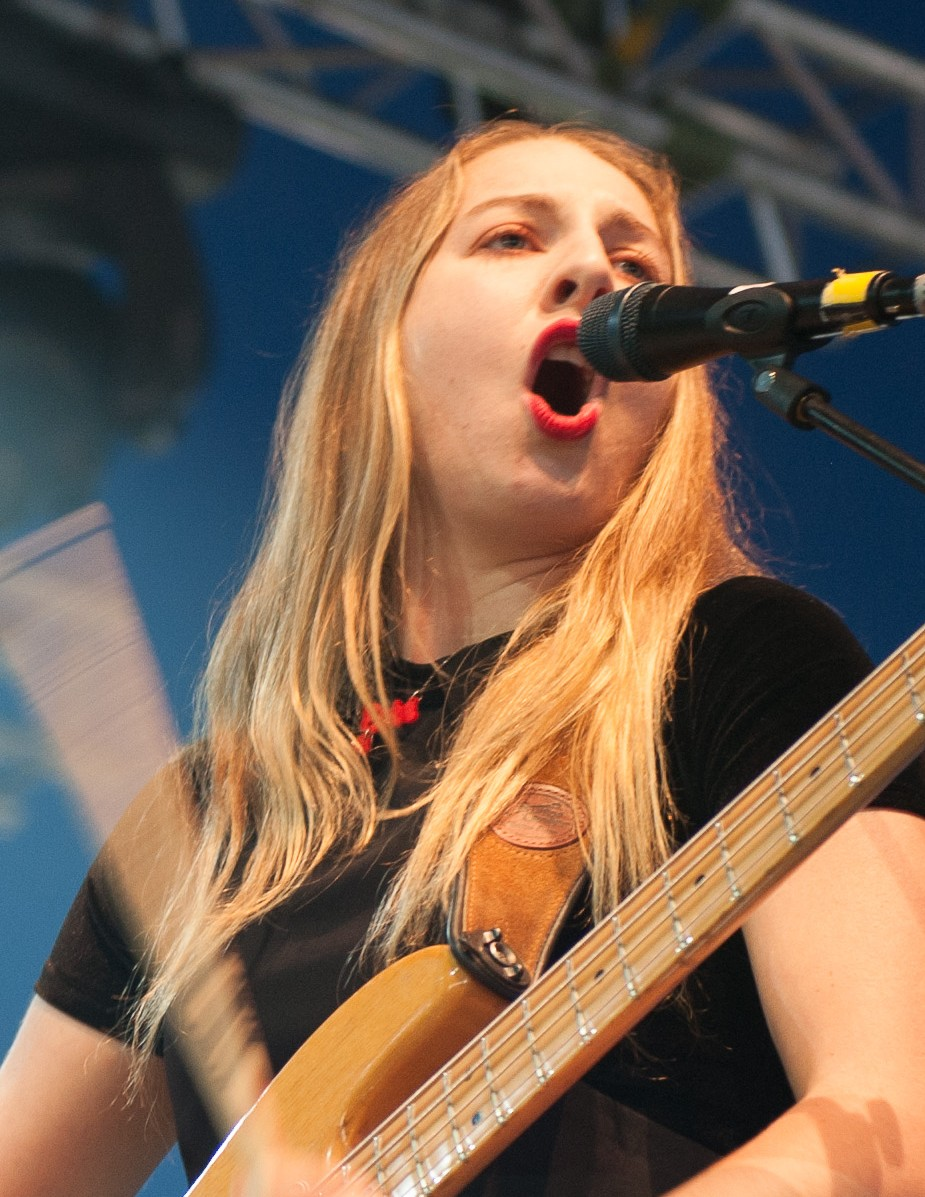
Este Haim en el festival Way Out West 2013 en Gotemburgo, Suecia.

Han participado en giras como teloneras de artistas como Edward Sharpe and The Magnetic Zeros, The Henry Clay People y Kesha. Su primer lanzamiento  fue un EP de tres canciones titulado Forever que salió al mercado el 10 de febrero de 2012 que estuvo gratis en su página web por un breve periodo. El EP recibió mucha atención por parte de la prensa musical y del público en general, y un éxito total en el festival South by Southwest en marzo de 2012.  Haim firmó un contrato discográfico con Polydor Records en el Reino Unido en 2012. En julio de 2012, el sello discográfico independiente National Anthem lanzó el EP Forever en formato vinilo de 10 pulgadas, el cual contenía las tres canciones originales y una remezcla de Forever por Dan Lissvik. En las fechas siguientes apoyaron a Mumford & Sons en su gira Gentlemen of the Road en los Estados Unidos en agosto de 2012. Haim hizo su gira debut en el Reino Unido en noviembre de 2012 y después apoyaron a Florence and the Machine en su tour por el Reino Unido e Irlanda en diciembre de 2012.  El 16 de octubre de 2012 Zane Lowe de BBC Radio 1 estrenó su sencillo "Don't Save Me" en su show de radio. El lado B del sencillo fue "Send Me Down", teniendo más influencia del hip hop que en sus otros lanzamientos, con armonías vocales brillantes en él.

### Days Are Gone (2013)

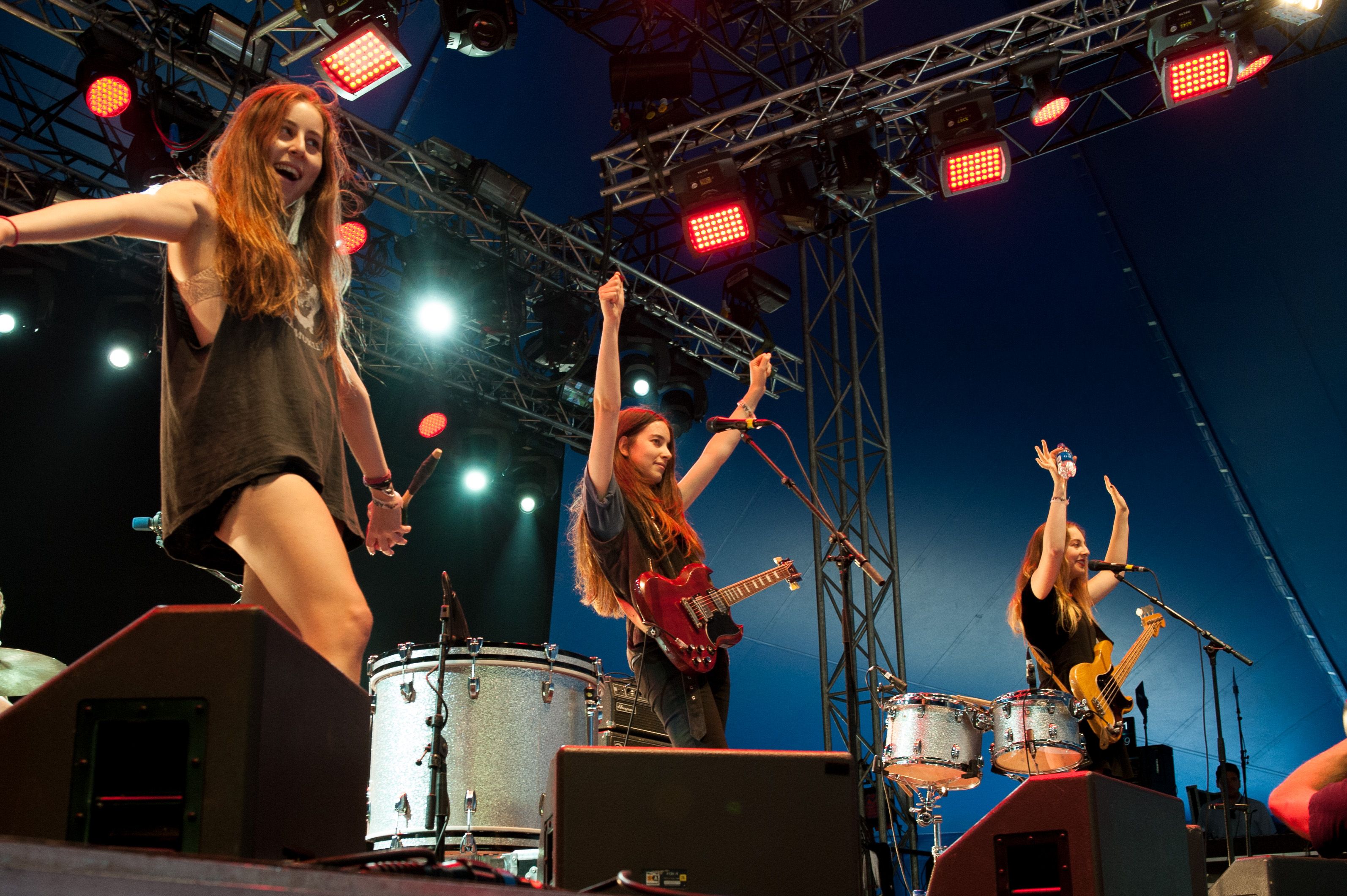
Haim en el festival Way Out West 2013 en Gotemburgo, Suecia.

Su álbum debut Days Are Gone fue lanzado el 27 de noviembre de 2013.
La revista británica de música NME posicionó Days Are Gone en el puesto 25 en Best Albums and Tracks of The Year 2013.  El 4 de enero de 2013 la BBC anunció que Haim había encabezado su encuesta anual Sound of 2013 de la industria de la música para encontrar las nuevas y más prometedoras actuaciones musicales para el próximo año.  En febrero de 2013, Haim fue nombrada uno de los Fuse TV's 30 artistas "must-see" en SXSW 2013 y se ganó su propio "At Your Request" reportaje en vídeo en Idolator. También hay un remix de Duke Dumontde su canción «Falling». Un mes después, las hermanas colaboraron con el tercer álbum de estudio del artista Kid Cudi, Indicud, en su canción "Red Eye".
En el festival Glastonbury de 2013, aparte de su propio set, colaboraron con Primal Scream haciendo coros en «It's Alright, It's OK», «Rocks» y «Come Together». Recibió en general críticas favorables por parte de los críticos de música. En Metacritic, el cual asigna una clasificación sobre 100 a las reseñas de críticos de música importantes, el álbum recibió una clasificación promedio de 79, basada en 34 reseñas. Ann Powers de NPR declaró: "La música bien pensada y juguetona de HAIM, es buena para la radio, buena para el rock, y buena para los amantes de la música de todas las edades que necesitan forjar un poco de espacio para soñar." Becca James de The A.V. Cluble dio al álbum una reseña muy positiva: «Podría ser una exageración decir que si Days Are Gone indica lo que está por venir para Haim, la banda está hecha». Matt James de PopMatters halagó toda la producción en general: "sería muy difícil que Haim no gustara, en realidad. Son un trío sumamente agradable, un poco excéntrico, cuya historia ya lleva el estremecimiento de una leyenda. Tres multi-talentosas hermanas—Danielle, Alana y Este—que fueron bautizadas en las artes oscuras del rock 'n' roll por sus propios padres" y agregó [...] "No es un 'alto-arte' revolucionario que cambie vidas pero justo aquí, justo ahora el atrevido entusiasmo de Haim, 'one for all' 'joie de vivre' se siente vigorizante, e infeccioso... básicamente, una caída de las cosas buenas".

## Integrantes
La banda está formada por Este Arielle Haim (nacida el 14 de marzo de 1986), Danielle Sari Haim (nacida el 16 de febrero de 1989) y Alana Mychal Haim (nacida el 15 de diciembre de 1991). Nacidas y criadas en el Valle de San Fernando, Los Ángeles, todas aprendieron a tocar más de un instrumento. Este toca la guitarra, el bajo y percusión, Danielle toca la guitarra y la batería, Alana toca la guitarra, los teclados y percusión.

## Estilo musical

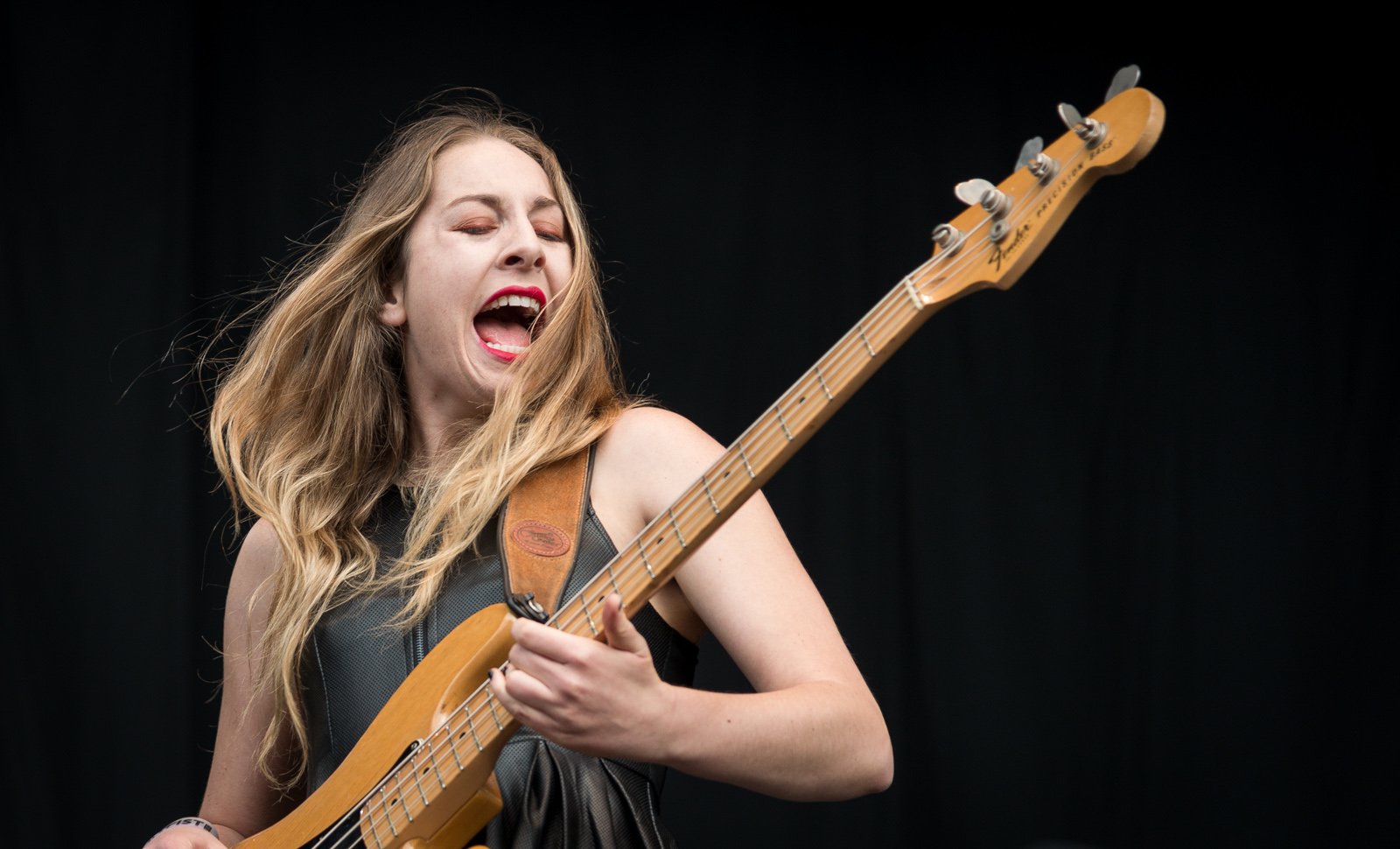
Este Haim en Øyafestivalen 2013.

Han sido comparadas con las leyendas del soft-rock Fleetwood Mac , pero ellas aseguran que son grandes seguidoras de Destiny's Child, Kendrick Lamar, Jessie Ware, Mariah Carey y Shania Twain. 
Haim ha acompañado a grandes artistas como:
- Florence + The Machine.
- Julian Casablancas.
- Mumford & Sons.
- Phoenix.
- Taylor Swift.
- The Killers.

## Discografía

### Álbumes de estudio
- 2013: Days Are Gone
- 2017: Something To Tell You
- 2020: Women in Music Pt. III
- 2025: I Quit

### EP
- 2012: iTunes Festival: London 2012

### Sencillos
- 2012: «Forever»
- 2012: «Don't Save Me»
- 2013: «Falling»
- 2013: «The Wire»
- 2013: «If I could change your mind»[32]
- 2014: «My Song 5» (con A$AP Ferg)
- 2015: «Pray to God» (con Calvin Harris)

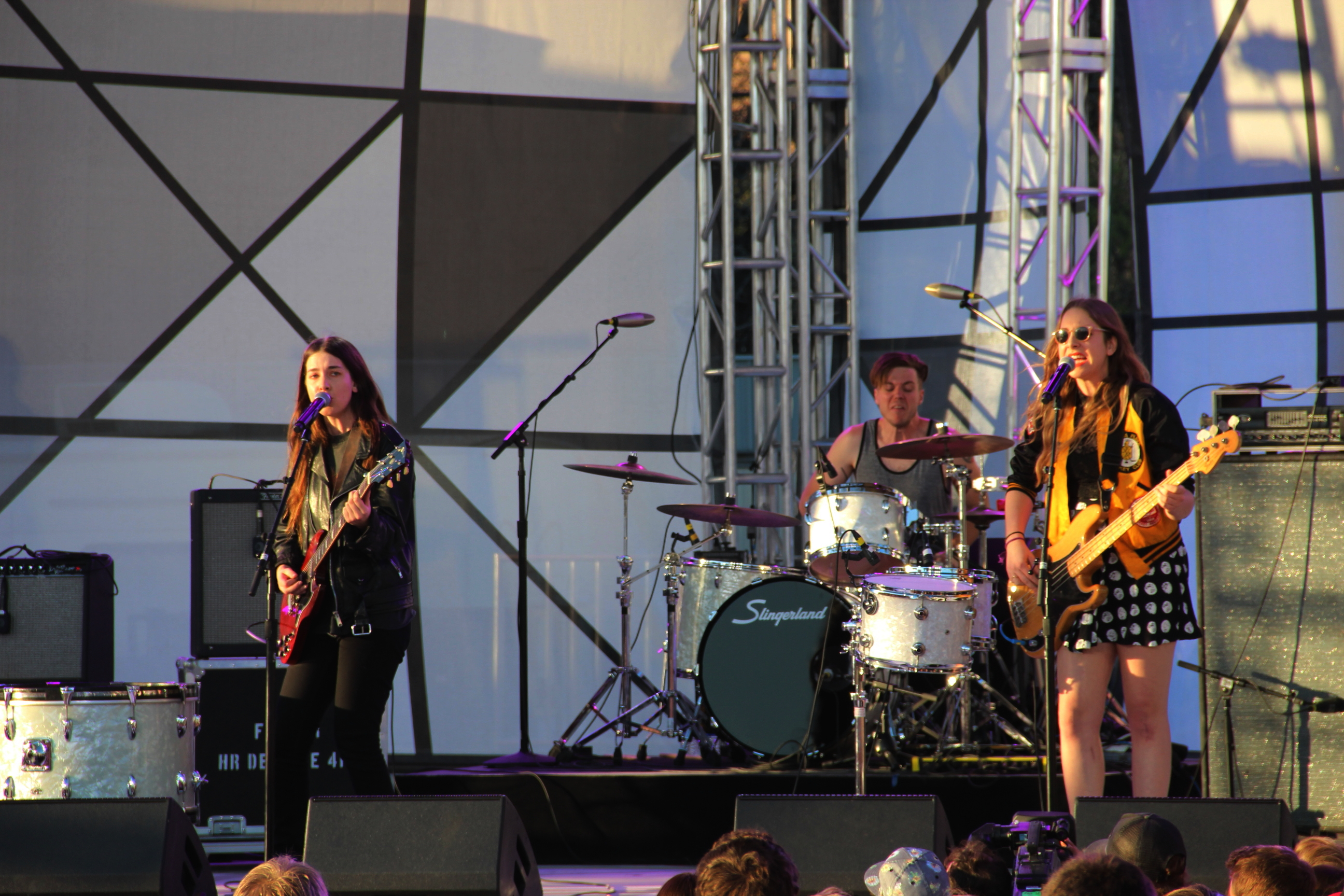
Haim en los MTV Woodie Awards en Austin, Texas, 14 de marzo de 2013.

- 2017: «Want You Back»
- 2017: «Little Of Your Love»
- 2019: «Summer Girl»
- 2019: «Now I'm In It»
- 2019: «Hallelujah»
- 2020: «The Steps»
- 2020: «I Know Alone»
- 2020: «Don't Wanna»
- 2020: «Gasoline»

### Colaboraciones
| Año  | Título            | Artista(s)    | Álbum    |
| ---- | ----------------- | ------------- | -------- |
| 2013 | "Red Eye"         | Kid Cudi      | Indicud  |
| 2015 | "Pray to God"     | Calvin Harris | Motion   |
| 2020 | No Body, No Crime | Taylor Swift  | evermore |

## Premios y nominaciones
| año  | Organización      | Premio                    | Resultado |
| ---- | ----------------- | ------------------------- | --------- |
| 2012 | MTV               | Brand New For 2013        | Nominado  |
| 2012 | BBC Sound of 2013 | Sound of 2013             | Ganador   |
| 2015 | Premios Grammy    | Mejor Artista Nuevo       | Nominado  |
| 2021 | Premios Grammy    | Álbum del año             | Nominado  |
| 2021 | Premios Grammy    | Mejor interpretación rock | Nominado  |
| 2021 | Premios Brit      | Mejor Grupo internacional | Ganador   |